# 霍克II戰鬥機
柯蒂斯 F11C 苍鹰（英語：Curtiss F11C Goshawk）是1930年代美国海军双翼战斗机。此机型是柯蒂斯-莱特公司为美军制造的一系列固定翼飞机中并不太成功的一种型号。

## 设计开发

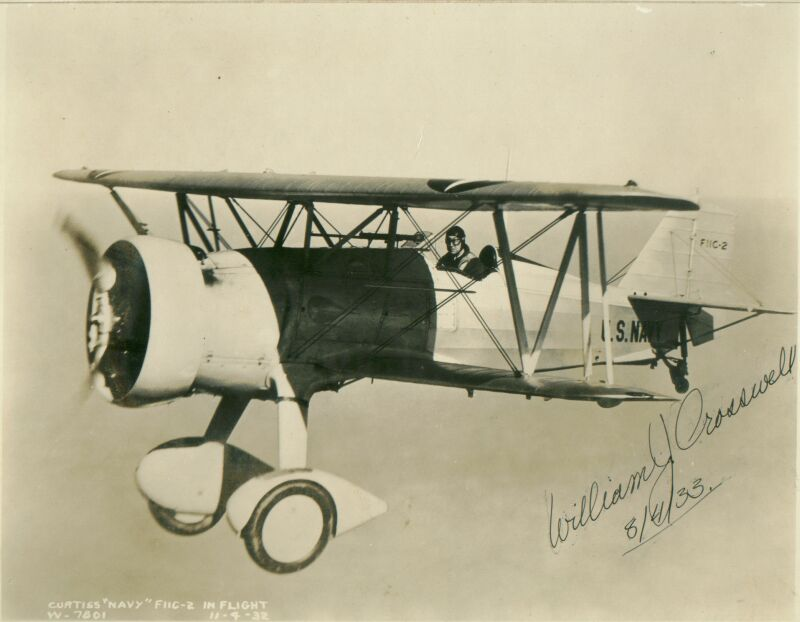
由柯蒂斯公司试飞员William J. Cresswell驾驶的XF11C-2 苍鹰，照片拍摄于1933年8月4日的一次试飞中

1932年4月，当寇蒂斯公司计划开发Model 35B时, 美国海军与公司定约开发Model 34C, F6C的改进型F11C。主要的改进包括600 马力 （447 kVV）Wright R-1510-98 星形发动机, 主起落架单元的单腿悬臂，对翼间间距微小的增加，操纵系统上使用更多的金属蒙皮已代替原有的纺织品蒙皮，装备2挺0.3 in（7.62 mm）口径固定前射机槍，同时机身下方有一个可挂载474 lb (215 kg)炸弹或副油箱的挂载点。在寇蒂斯公司内部称为Model 64 Goshawk，美国海军称为XF11C-1 (在将其列入战斗轰炸机名录后改名为XBFC-1)。飞机使用金属结构、纺织品蒙皮，使用了从YP-23上拆除的小室机翼结构。并于1932年9月交付使用。
在订立2合同购买XF11C-1的前夕，海军已经购买了一架公司自有的Model 64A验证机。它安装了一台Wright R-1820-78 螺旋桨发动机, 带有低压轮胎滑行轮的略长的主起架支架，在尾撬上安有一只尾轮，尾部控制舵面由纺织品蒙皮，同时拥有两个机翼下方挂载点，可用来挂载2个50 gal (189 l) 副油箱或轻型炸弹或者一个浆叉用以在俯冲轰炸释放炸弹时使炸弹避开螺旋桨面。
後來由XF11C-2（後來改稱成XBFC-2）的試飛中得知此型飛機尚有數點需要做略為的修改。在這些小修改完成以後，XF11C-2成為了F11C-2的原型機。在1932年10月，身兼雙重角色的F11C-2戰轟機共收到了28架試驗機的訂單。 
自1934年3月起，蒼鷹被改成了半封閉的駕駛艙，在軍隊接收到修改過的BFC-2之前也做了一些戰轟機角色的變動（海軍比較希望它是一架「轟炸戰鬥機」），在XF11C-2的訂單中最後一架飛機被改裝成了XF11C-3原型機，載有一具強大的R-1820-80引擎和由手操作的可收式起落架。

## 服役历史
美國海軍歷史上唯一搭載過 F11C-2 的船艦是 薩拉托加號航空母艦 (CV-3)上著名的 VF-1B「高帽中隊」（High Hat Squadron）； VB-6 中隊也曾短暫的指派給企業號航空母艦 (CV-6)過。在1934年3月，這些飛機被改成 BFC-2 型，而「高帽中隊」被編號為 VB-2B，後來又改成 VB-3B。它的 BFC-2 一直被用到1938年2月。而 VB-6 中隊則從來沒有駕駛 BFC 轟炸機在企業號上作業過.
F11C-2 蒼鷹有 Hawk I 和 Hawk II 兩種外銷版，他們實際上是改良過的 XF11C-2。Hawk II 配有 Wright R-1820F-3 Cyclone 引擎，在海拔1676公尺處有710匹馬力，燃料箱則有356公升的容量（Hawk I 則有189公升的內部燃油）。兩種版本都配有跟 F11C-2 一樣的武器。只有 Hawk II 以一定數量外銷給了土耳其，這個第一位的客戶在1932年8月30日取得了19架。哥倫比亞在1932年10月底下了一份訂單，取得最初的一批裝備四個雙浮筒（twin float-equipped）的 Hawk II，總共26架戰鬥機在1934年7月交貨。哥倫比亞空軍在1932到1933年對秘魯的戰爭（Colombia–Peru War）中用這批飛機作戰。玻利維亞取得九架 Hawk II ，其中三架有可置換的輪／浮筒起落架。智利買了4架，中國有52架，古巴有4架，德國有2架，挪威有1架，泰國有12架。

### 中國戰場的實戰

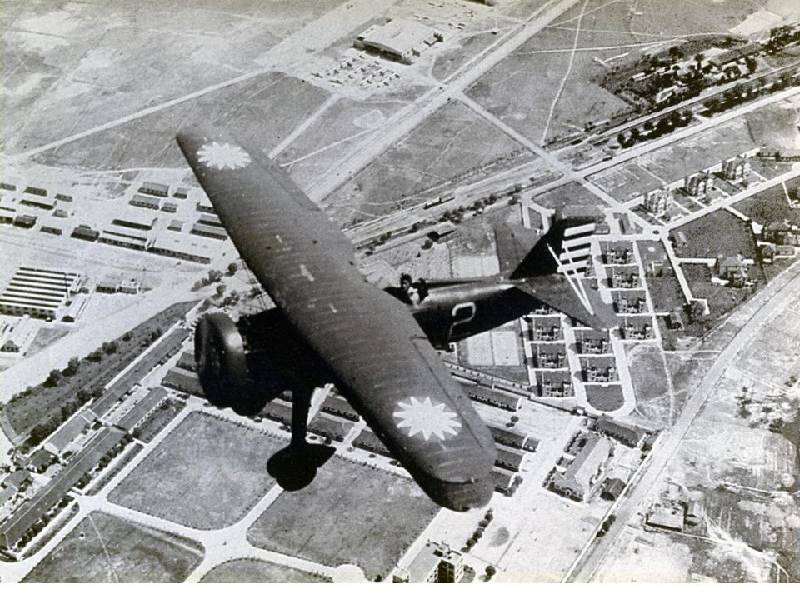
抗戰時期的中國空軍霍克II戰鬥機

中國最初購買霍克II戰鬥機是廣東空軍，數目是18架，而隸屬於南京國民政府的中央空軍之後也買了32架，這些霍克II很多都是以「航空救國」的名義由民間愛國人仕集錢購買，1936年「兩廣事變」，廣東空軍飛機和飛行員歸順南京國民政府，1937年抗戰爆發時此機進駐南京並出擊攻打在上海的日本海軍以支援淞滬會戰，尤其在8月25日和日軍九六式艦載戰鬥機交鋒，傷敵兩架損失一架，其後支援華中和華南戰區。
9月18日和19日發生太原空戰，中國空軍的霍克II和日本陸軍航空隊的九五式戰鬥機交鋒，其間隊長陳其光擊落有日軍「驅逐機之王」之稱的三輪寛，但陳其光隊長也被擊傷需要由雷炎均暫代其位，在此空戰當中，中國空軍總共擊落2架和擊傷2架日機，自己也有兩架被擊落，10月15日，代隊長雷炎均和另外兩架霍克II在出擊崞縣歸航時，在原平上空又與日軍九五式戰鬥機相遇，中國空軍有兩架霍克II被擊落，至此派駐山西的霍克II祇剩三架而且其中兩架待修，可說已無力再戰，唯有到洛陽整補。
華南方面，10月6日日軍9架九五式水上偵察機來犯，陳瑞鈿副隊長率領4架霍克II起飛迎敵，隊員黃元波當場擊落日軍九五式一架，第二日，日機大舉出動去空襲英德，中國空軍4架霍克II昇空迎敵，正當它們要攻擊6架九六式艦上攻擊機時突然有架九式戰鬥機俯衝而下作出攻擊，此戰雖有友軍的霍克三前來助戰，但奈何仍和日軍九六式相差太遠，在惡戰20多分鐘後國軍被擊落1架傷2架，至此在華南祇剩下一架霍克II，損失過大，在1940年剩餘的霍克II祇零散駐在湖北宜昌，四川成都和雲南昆明等地。

## 衍生型
XF11C-1 (Model 64)
由Curtis F6C Hawk衍生的第一架原型機。
XF11C-2 (Model 64A)
第二架原型機，重編號為XBFC-2。
F11C-2 (Model 64A)
量產機，重編號為BFC-2，共造了28架。
XF11C-3 (Model 67)
一架裝備了可收式起落架和700 匹馬力（522千瓦）的R-1820-80引擎的F11C-2，只有一架做了這個更改。
XBFC-2 Hawk
改造成戰轟機的XF11C-2原型機。
BFC-2 Hawk
F11C-2的重新設計版。
BF2C-1 Goshawk (Model 67A)
XF11C-3的量產機型，共造了27架。
霍克II型 Hawk II (Model 65)
XF11C-2的出口型, 制造了126架，包括32架水上飞机。(供应玻利维亚、智利、中国、哥伦比亚、古巴、德国、挪威、泰国和土耳其)
霍克III型 Hawk III
BFC-3的出口型，使用一台770 hp (574 kW) R-1820-F53发动机，供应中国和泰国
霍克IV型 Hawk IV (Model 79)
裝備了790 匹馬力（589 千瓦）的R-1820-F56引擎的對中國出口版，共造了125架霍克II和IV。

## 拥有者
玻利维亚
 智利
 中華民國空軍
 哥伦比亚
- 在Colombia-Peru War中使用

 古巴
 德国
- 為了評估性能而購買了兩架，同時也買了 D-316。

 挪威
- 为评估而购买一架

 泰國
 土耳其
 秘魯
- 在1933年3月購買了三架裝備浮筒的版本，後來又在1934年買了4架。

 美国
- 美國海軍為了 薩拉托加號航空母艦 (CV-3)的 VF-1B 中隊裝備了28架。

## 现存

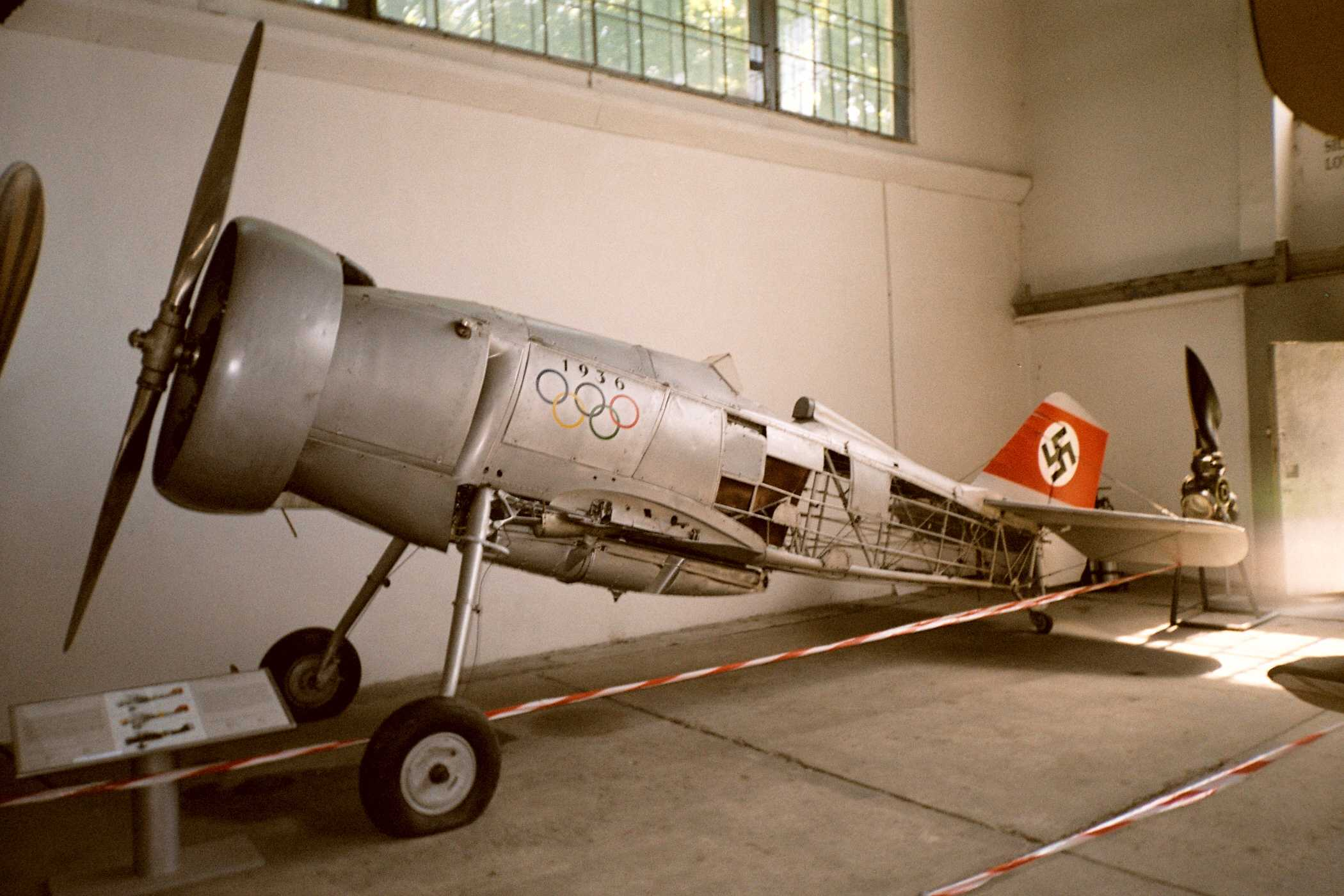
乌德特的柯蒂斯 霍克II (D-IRIK)型飞机在波兰航空博物馆展示

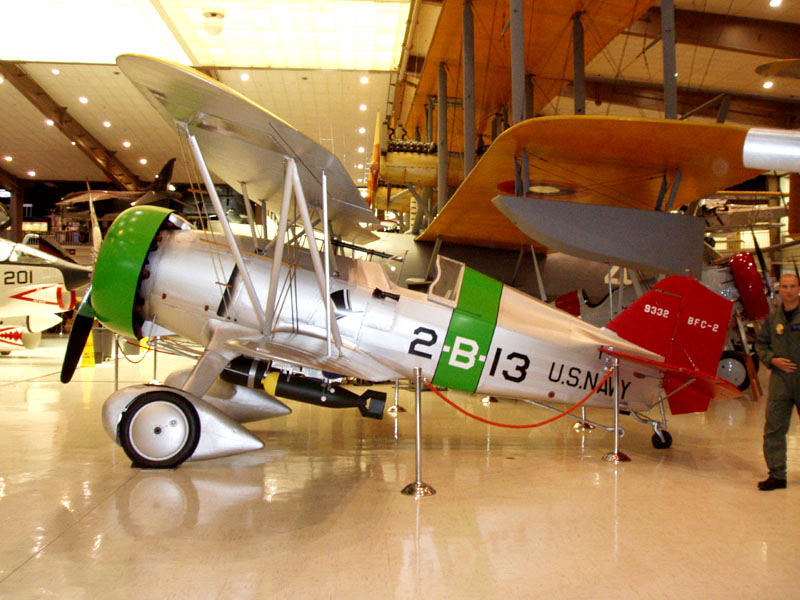
保存在美國佛羅里達州彭萨科拉市的國家海軍航空博物館的一架霍克II戰鬥機

因为赫曼·戈林承诺将送2架柯蒂斯出口的霍克II（D-316和D-IRIK）给恩斯特·乌德特，他才加入了纳粹党，虽然他对政治一点也不感兴趣。这两架飞机主要用于评估目的，当然也间接影响了德国发展俯冲轰炸机的思路，例如容克-87(斯图卡)，乌德特驾驶D-IRIK参加了1936年夏季奥林匹克运动会的飞行特技表演，这架飞机奇迹般的保存到战后,最终在克拉科夫郊外被发现, 目前保存在波兰航空博物馆。
目前在美國美國佛羅里達州彭萨科拉市的國家海軍航空博物館保存了一架完整的霍克II，此機原屬泰國皇家空軍，現已改回美國海軍機塗裝

## 性能参数(F11C-2)和(BFC-2)
参考资料："The Complete Encyclopedia of World Aircraft" 
基本信息
- 机组：1

性能
武器

- 在機頭安装兩挺7.62 mm 白朗寧M1919機槍,三個掛架共可掛上500 lb (227 kg)的武器。